# 本田親清
本田 親清（ほんだ ちかきよ、1877年（明治10年）12月12日 - 1922年（大正11年）5月18日）は、明治から大正期の実業家、政治家。衆議院議員。

## 経歴
鹿児島県川辺郡勝目郷中山田村（川辺郡勝目村中山田、川辺町を経て現南九州市川辺町中山田）で、旧薩摩藩士・本田杏介の長男として生まれる。鉱山業、貿易商を営む。
大隈重信の支持を受け、田江泰造、山瀬幸人らの支援により、1915年（大正4年）3月、第12回衆議院議員総選挙に鳥取県郡部から無所属で出馬して当選し、その後公正会に所属し衆議院議員に1期在任した。いわゆる落下傘候補で、選挙期間中、地元にほとんど顔を見せることはなかった。1917年（大正6年）4月、第13回総選挙に鹿児島県郡部から立候補したが落選した。

## 親族
- 鮫島重雄陸軍大将の甥[3][6]。